# Burghers neerlandesos
Els burghers neerlandesos són un grup ètnic de Sri Lanka sorgit de la mescla entre burghers neerlandesos, burghers portuguesos i nadius de Sri Lanka. Són considerats com una comunitat independent dels burghers portuguesos del mateix país. La majoria són protestants i parlen l'anglès, juntament amb les llengües locals: el sinhala i el tàmil. Alguns burghers neerlandesos de la regió de Batticaloa no parlen l'anglès sinó que parlen un idioma crioll entre el tàmil i el portuguès en l'àmbit familiar. La raó de que parlin portuguès és la mescla entre colons neerlandesos i burghers portugueses ara fa uns segles.

## Orígens
Els burghers neerlandesos descendeixen principalment de neerlandesos, amb certes mescles entre burghers portuguesos i nadius de Sri Lanka (ja sigui de pare neerlandès i mare de Sri Lanka o mare de Sri Lanka descendent de neerlandesos i pare de Sri Lanka). En molts casos no tenen un parent neerlandès directe, i en molts altres, el llinatge prové de gent d'altres països europeus que es traslladaren a viure als Països Baixos i després emigraren a Sri Lanka a través de la Companyia Neerlandesa de les Índies Orientals. Per tant, són freqüents cognoms alemanys, suïsos, francesos o italians (per exemple: Schockman, Slemmermann, Piachaud o Sansoni). Alguns cognoms s'han perdut o es troben propers a perdre's (per exemple: Blaze o Leembruggen) a Sri Lanka a conseqüència de les migracions post-independència d'aquest país; també als moviments nacionalistes exclusivament singalesos que varen prohibir als burghers seguir amb les feines que havien desenvolupat abans de la independència, sobretot aquells relacionats amb els llocs públics de treball.
Durant el segle xvii els neerlandesos van prendre als portuguesos les seves possessions de la costa de Sri Lanka, i la Companyia Neerlandesa de les Índies Orientals es va fer càrrec de les antigues possessions portugueses de la costa de Ceilan (l'actual Sri Lanka); va ser llavors quan els descendents dels portuguesos i els neerlandesos es varen casar i van tenir descendència. Ja al segle xviii la comunitat parlava portuguès o neerlandès i es coneixien com a burghers, que prové del terme neerlandès burgher, que significa ciutadà. Inicialment el terme diferenciava els neerlandesos dels altres Europeus residents a Ceilan, però actualment designa qualsevol persona de Sri Lanka amb ascendència europea.

## Estat actual
En el cens de 1981, els burghers (tant neerlandesos com portuguesos) sumaven fins a 40.000 (0,3% de la població total del país). Molts burghers van emigrar a conseqüència de moviments nacionalistes. Es creu que el nombre de burghers que segueixen parlant les llengües pròpies ha disminuït considerablement, i s'estimen en uns 15.000, sobretot a l'àrea de Colombo.